# HotGo
HotGo es un servicio de distribución y transmisión de contenido para adultos perteneciente a la empresa Claxson Interactive Group; forma parte de la división HotGo Media, una oferta multiplataforma que engloba también a Hot Pack y VOD On Demand.
Es una plataforma de streaming y servicio OTT que incluye las marcas Playboy TV, Venus, Sextreme, Private, Penthouse y Sexy Hot.

## Historia
HotGo tuvo su lanzamiento en el mes de mayo de 2012, con una presentación en el Canicet del mismo año en México. En un principio, se lanzó como un servicio OTT, o TV everywhere, con el fin de complementar el servicio de Claxson al ofrecer sus contenidos en una modalidad multiplataforma, considerando que el acceso a los contenidos para adultos desde dispositivos con acceso a Internet era una necesidad.
En sus inicios, la forma de acceder al servicio era mediante la contratación del paquete de canales de Claxson, HotGo era un servicio de valor agregado que permitía al suscriptor acceder al contenido de los canales desde cualquier punto.
Con el creciente desarrollo y uso de los servicios de streaming, HotGo pasó a tener un método de contratación independiente, sea mensual o anual, de la contratación mediante cableoperadores que tuvo desde el comienzo.

## Contenido original
Al igual que con las producciones originales creadas en la región latinoamercana bajo la marca Playboy TV, HotGo produce contenido prémium para su estreno exclusivo en la plataforma. Estas producciones se tratan principalmente de sesiones íntimas protagonizadas por playmates, sex stars e influencers de diferentes puntos de Latinoamérica, las cuales son seleccionadas mediante castings.
Otro formato original incluido en la plataforma, son las sesiones de hotcams en vivo exclusivas protagonizadas por modelos y sex stars influencers de las redes, que se realizan todas las semanas. Las actrices hacen una performance XX o XXX de 45 minutos donde los usuarios pueden interactuar a través de un chat en línea dentro de la plataforma.

## Disponibilidad

### Plataforma de video
La plataforma de HotGo (también conocida como HotGo.tv) contiene el catálogo de los canales y las marcas licenciadas por Claxson, que comprenden Playboy TV, Venus, Sextreme, Private, Penthouse y Sexy Hot. La plataforma incluye una manera de navegación por marca y categorías para acceder a los contenidos que se busca, sumada a una modalidad de búsqueda por nombre. También, están disponible en vivo las señales en alta definición de los canales Playboy TV, Sexy Hot y Venus.
Está disponible desde cualquier ordenador o dispositivo móvil con sistema operativo iOS o Android, donde se ofrece el catálogo de series y películas de forma privada sin historial y con control parental.

### Otros medios
El acceso a los contenidos de HotGo se pueden realizar mediante contratación directa por medio de la plataforma y medios de pago disponibles, pero también se da mediante la contratación del paquete de canales Hot Pack, el cual disponibiliza el acceso a la plataforma mediante el uso de los datos del cableoperador contratado.